# Mars 1820

## Événements
- France : lois restreignant les libertés individuelles et la liberté de la presse (rétablit censure et autorisation préalable).
- Mission de la West African Methodist Church en Sierra Leone[1].

- 3 mars : compromis du Missouri, adopté par le Congrès des États-Unis, qui maintient le rapport entre États esclavagistes et non esclavagistes. Le Missouri, esclavagiste, et le Maine, non-esclavagiste, font leur entrée dans l’Union en même temps[2].

- 6 mars - 14 avril : élections générales au Royaume-Uni[3].

- 7 mars : en Espagne, le trienio liberal rétablit la Constitution de 1812. Riego est vite dépassé par un groupe de radicaux, les exaltados, qui retiennent le roi prisonnier.
- 7 mars : Au Sénégal, les femmes de Nder, dans le Royaume du Walo, refusant d'être capturées et réduites en esclavage par les Maures du Trarza, s'immolent par le feu[4].

- 9 mars : abolition de l’Inquisition en Espagne par les libéraux[5].

- 15 mars, États-Unis : le District du Maine du Massachusetts en est séparé et devient le 23e État, le Maine, en tant que partie du compromis du Missouri.

- 18 mars, Guerres civiles argentines : l'Assemblée Provinciale de Cordoba affirme sa souveraineté et son indépendance.

- 25 mars (13 mars du calendrier julien) : expulsion des Jésuites de Russie[6].

- 28 mars : signature à Courtrai du traité des Limites qui fixe la frontière entre la France et les Pays-Bas, qui deviendra la frontière Franco-Belge[7].

## Naissances
- 2 mars : Edouart Douwes Dekker, écrivain néerlandais († 19 février 1887).
- 16 mars : Enrico Tamberlick, chanteur d'opéra (ténor) italien († 14 mars 1889).
- 30 mars : Anna Sewell, écrivaine anglaise († 25 avril 1878).

## Décès
- 11 mars : Alexander Mackenzie (né en 1764), explorateur canadien.
- 27 mars : Gerhard von Kügelgen, peintre allemand (° 6 février 1772).